# Kleine Laak
Kleine Laak är ett vattendrag i Belgien.   Det ligger i provinsen Antwerpen och regionen Flandern, i den centrala delen av landet, 50 km nordost om huvudstaden Bryssel.
Omgivningarna runt Kleine Laak är en mosaik av jordbruksmark och naturlig växtlighet. Runt Kleine Laak är det tätbefolkat, med 319 invånare per kvadratkilometer.